# Uranomitra franciae
La amazilia andina (en Ecuador y Colombia) (Uranomitra franciae'), también denominada esmeralda andina (en Colombia), colibrí andino (en Perú) o diamante de pico largo, es una especie de ave apodiforme de la familia Trochilidae —los colibríes— la única perteneciente al género monotípico Uranomitra, anteriormente incluida en el género Amazilia. Es nativa de regiones andinas del noroeste de América del Sur.

## Distribución y hábitat
Se distribuye de forma disjunta a lo largo de la cordillera de los Andes del noroeste y centro de Colombia; desde el suroeste de Colombia al oeste de Ecuador, y del sureste de Ecuador al norte de Perú.
Esta especie es considerada de poco común a bastante común en sus hábitats naturales: los bordes de bosques húmedos, bosques secundarios y claros; en el oeste de Perú, también se encuentra en zonas más áridas y arbustivas. En altitudes entre 600 y 2100 m; más común por encima de los 1000 m, raramente en tierras bajas.

## Descripción
Mide en promedio 9,1 cm de longitud. El pico alcanza 23 mm, tiene la parte inferior rosada y la punta negruzca. El dorso es verde brillante y la corona color violeta azulado en los machos y verde en las hembras. Los lados de la cabeza y el cuello son de color verde vivo. El abdomen y toda las partes bajas son blancos, las partes laterales verdes y la cola es ligeramente bifurcada, con parte superior cobriza y plumas color verde bronceado con bandas oscuras y puntas claras.

## Sistemática

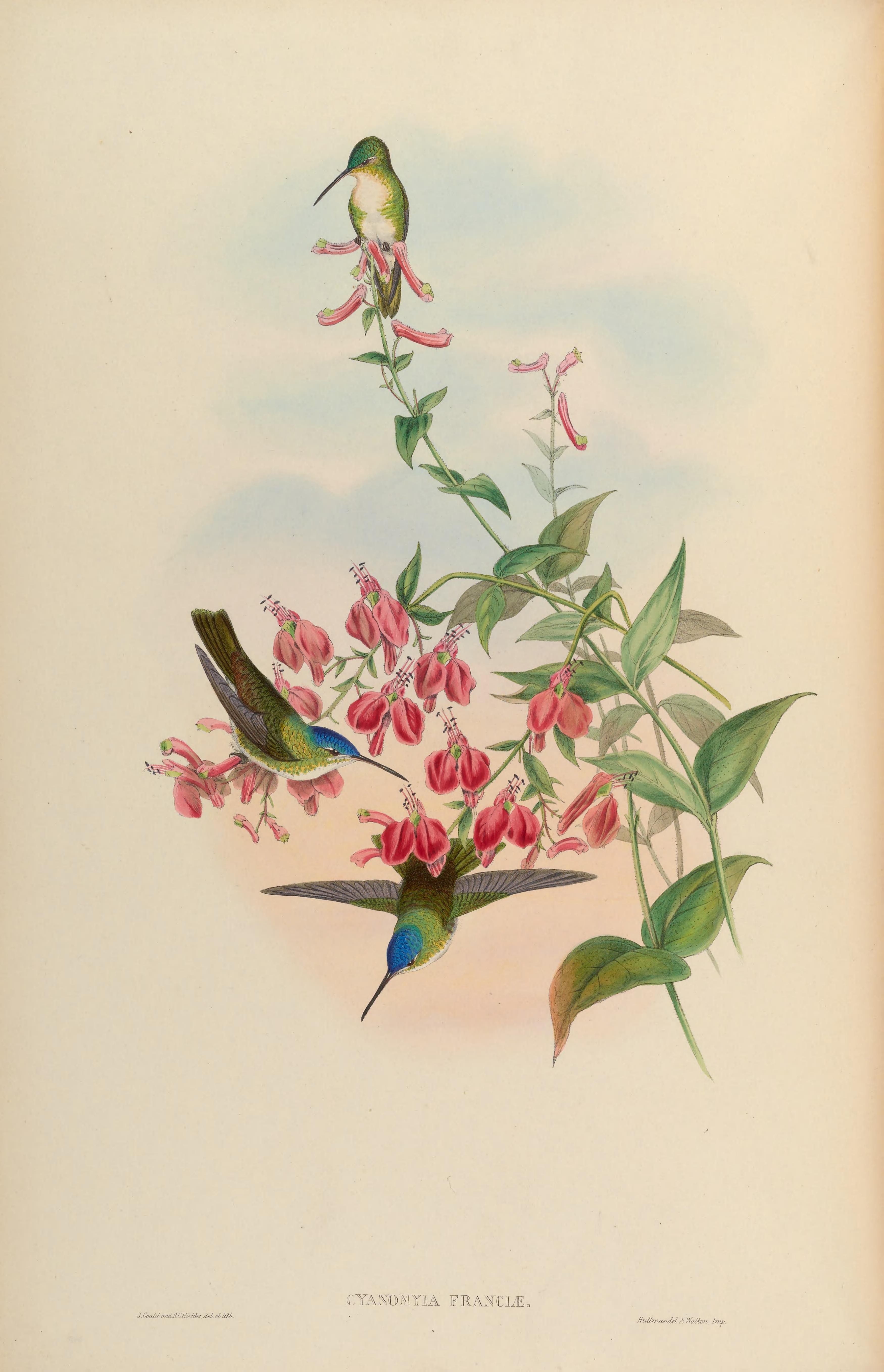
Cyanomyia franciae, sinónimo de Uranomitra franciae, ilustración de Gould y Richter en A monograph of the Trochilidae, or family of humming-birds 5, 1861.

### Descripción original
La especie U. franciae fue descrita por primera vez por los ornitólogos franceses Jules Bourcier y Étienne Mulsant en 1846 bajo el nombre científico Trochilus franciae; su localidad tipo es: « Bogotá, Colombia».
El género Uranomitra fue propuesto por el ornitólogo alemán Ludwig Reichenbach en 1854.

### Etimología
El nombre genérico femenino «Uranomitra» se compone de las palabras del griego «ouranos» que significa ‘cielo’ y «mitra» que significa ‘diadema’; y el nombre de la especie «franciae» conmemora a Francia Bourcier, hija del ornitólogo francés Jules Bourcier.

### Taxonomía
La presente especie fue tradicionalmente incluida en el género Amazilia (y por algunos en Agyrtria), hasta que los estudios filogenéticos de McGuire et al. (2014) encontraron que  Amazilia era polifilético, y que A. franciae no era pariente próxima de Amazilia «sensu-stricto». En la clasificación propuesta para resolver la polifilia del género, Stiles et al. (2017) propusieron la resurrección del género Uranomitra, lo que fue reconocido por el Comité de Clasificación de Sudamérica (SACC) en la Propuesta N.º 781.
Sin embargo, un estudio publicado en 2021 mostró que Uranomitra sería un sinónimo posterior de Saucerottia; como no había otro género disponible, los autores, los ornitólogos australiano Morris D. Bruce y colombiano F. Gary Stiles propusieron un nuevo género Coeruleomitra. Esta sugestión de nuevo género fue rechazada por el SACC en la Propuesta N.º 924, después de una larga y controvertida discusión.
Las clasificaciones Birdlife International (BLI) y Aves del Mundo (HBW) continúan a retener la presente especie en Amazilia.
La subespecie viridiceps es considerada como una especie separada por algunos autores con base en las diferencias de plumaje.

### Subespecies
Según las clasificaciones del Congreso Ornitológico Internacional (IOC) y Clements Checklist/eBird  se reconocen tres subespecies, con su correspondiente distribución geográfica:
- Uranomitra franciae franciae (Bourcier & Mulsant), 1846 – Andes del noroeste y centro de Colombia.
- Uranomitra franciae viridiceps (Gould), 1860 – suroeste de Colombia (Nariño) y oeste de Ecuador (al sur hasta Loja).
- Uranomitra franciae cyanocollis (Gould), 1853 – pendiente oriental de los Andes del sureste de Ecuador (Zamora Chinchipe) y del norte de Perú (valle del Marañón hacia el sur hasta el este de La Libertad).